# 奇授
奇授（穆麟德轉寫：Kišeo；1660年1月3日—1665年12月12日），清朝顺治帝第六子，爱新觉罗氏。奇授生于顺治十六年（1659年）十一月廿一，生母是唐庶妃。康熙四年（1665年）十一月初六，奇授病死，無谥号。

## 母
- 庶妃唐氏，生皇六子奇授，死后葬孝东陵